# Barbara Kopeć-Umiastowska
Barbara Kopeć-Umiastowska (ur. 26 marca 1950 w Słupsku, zm. 16 kwietnia 2022) – polska tłumaczka literatury anglojęzycznej.

## Życiorys
Studiowała matematykę na Uniwersytecie Warszawskim. Pracowała w Instytucie Podstaw Informatyki PAN, w Centrum Sztuki Współczesnej Zamek Ujazdowski i w wydawnictwach. Była członkinią-założycielką Stowarzyszenia Otwarta Rzeczpospolita
Tłumaczyła m.in. takich autorów i autorki jak Paul Bowles, A.S. Byatt, Michael Chabon, Henry James, Herman Melville czy Evelyn Waugh.
Od 2014 roku współpracowała z „Literaturą na Świecie”, w której oprócz tłumaczeń, opublikowała krytyczną recenzję przekładu Wielkiego Gatsby’ego autorstwa Jacka Dehnela. Na łamach tego pisma zamieściła też tłumaczenie fragmentu Moby Dicka; przez pewien czas rozważała przełożenie całej powieści Melville’a, ale ostatecznie nie podjęła się tego.
Pochowana na cmentarzu w Rembertowie

## Wybrane przekłady[7]
- Jon Anderson Lee, Partyzanci: walka w imię sprawiedliwości, pieniędzy i Boga, Wydawnictwo Wielka Litera, Warszawa 2013.
- Natalie Angier, Kobieta. Geografia intymna, Wydawnictwo Prószyński i S-ka, Warszawa 2001 (i wyd. późniejsze).
- Julian Barnes, Myliłem się co do Forstera, „Literatura na Świecie” 2018, nr 11/12.
- Samuel Beckett, Sen o kobietach pięknych i takich sobie, Wydawnictwo W.A.B., Warszawa 2011 (przekład wspólnie ze Sławomirem Magalą).
- Paul Bowles, Dni: dziennik z Tangeru 1987–1989, Wydawnictwo Świat Książki, Warszawa 2014.
- A.S. Byatt, Opętanie, Wydawnictwo Prószyński i S-ka, Warszawa 1998 (i wyd. późniejsze).
- A.S. Byatt, Opowiadania z Matisse’em w tle, Wydawnictwo Prószyński i S-ka, Warszawa 1999.
- A.S. Byatt, Dżinn w oku słowika, Wydawnictwo Prószyński i S-ka, Warszawa 2002.
- Michael Chabon, Związek żydowskich policjantów, Wydawnictwo W.A.B., Warszawa 2009 (i wyd. późniejsze).
- Eoin Colfer, Artemis Fowl, Wydawnictwo W.A.B., Warszawa 2002 (i wyd. późniejsze).
- Rana Dasgupta, Delhi. Stolica ze złota i snu, Wydawnictwo Czarne, Wołowiec 2016.
- Julian Fellowes,  Snoby, Wydawnictwo Marginesy, Warszawa 2017.
- Julian Fellowes, Czas przeszły niedoskonały, Wydawnictwo Marginesy, Warszawa 2017.
- Stephen Greenblatt, Shakespeare: stwarzanie świata, W.A.B., Warszawa 2007.
- Eric Griffiths, Jedynie jako krytyk, Wydawnictwo Ossolineum, Wrocław 2021.
- Martha Grimes, Hotel Belle Rouen, Wydawnictwo W.A.B., Warszawa 2007.
- Martha Grimes, Hotel Paradise, Wydawnictwo W.A.B., Warszawa 2006 (i wyd. późniejsze).
- Alan Hollinghurst, „Uczciwie wymyślone”: E.M. Forster pisze dzienniki, „Literatura na Świecie” 2018, nr 11/12.
- Henry James, Opowiadania nowojorskie, Wydawnictwo W.A.B., Warszawa 2012.
- Henry James, Historie drobnoziarniste, Państwowy Instytut Wydawniczy, Warszawa 2014 (również autorka wyboru i posłowia).
- Henry James, Jakaś historia, „Literatura na Świecie” 2016, nr 5/6.
- Henry James, Obrót śruby, „Literatura na Świecie” 2016, nr 5/6.
- Henry James, Plac Waszyngtona i inne opowiadania, Wydawnictwo W.A.B., Warszawa 2018.
- Henry James, Wzór na dywanie, „Literatura na Świecie” 2016, nr 5/6.
- Richard Kostelanetz, Wprowadzenie do Gertrude Stein, „Literatura na Świecie” 2019, nr 1/2.
- Stephen Kotkin, Rok 1989. Koniec społeczeństwa nieobywatelskiego, Wydawnictwo Świat Książki, Warszawa 2009.
- Herman Melville, Moby Dick, czyli Wieloryb [fragment powieści], „Literatura na Świecie” 2019, nr 5/6.
- Edward W. Said, O stylu późnym: muzyka i literatura pod prąd, Wydawnictwo Ossolineum, Wrocław 2017.
- Delmore Schwartz, Sylwester, „Literatura na Świecie” 2015, nr 9/10.
- Rebecca Solnit, Matka wszystkich pytań, Wydawnictwo Karakter, Kraków 2021.
- Sue Townsend, Adrian Mole: czas cappuccino, Wydawnictwo W.A.B., Warszawa 2002 (i wyd. późniejsze).
- Sue Townsend, Adrian Mole lat 13 i 3/4: sekretny dziennik, Wydawnictwo W.A.B., Warszawa 2003 (i wyd. późniejsze).
- Sue Townsend, Adrian Mole – męki dorastania, Wydawnictwo W.A.B., Warszawa 2004 (i wyd. późniejsze).
- Evelyn Waugh, Daleko stąd: podróż afrykańska, Wydawnictwo Świat Książki, Warszawa 2012.

## Wyróżnienia
- Nagroda Stowarzyszenia Tłumaczy Polskich za przekład Opętania A.S. Byatt[2].
- 2012 – Nagroda „Literatury na Świecie” za przekład Opowiadań nowojorskich Henry’ego Jamesa[2].
- 2017 – Nagroda im. Ryszarda Kapuścińskiego za przekład książki Delhi. Stolica ze złota i snu Rany Dasgupty[2] („za klarowny i bogaty – grający na wielu rejestrach – przekład”)[8].